# Chromodesmus viridis
Chromodesmus viridis är en mångfotingart som beskrevs av Loomis 1976. Chromodesmus viridis ingår i släktet Chromodesmus och familjen Rhachodesmidae. Inga underarter finns listade i Catalogue of Life.